# Macerata Campania
Macerata Campania – miejscowość i gmina we Włoszech, w regionie Kampania, w prowincji Caserta.
Według danych na rok 2004 gminę zamieszkiwały 10 124 osoby, 1446,3 os./km².